# 강명하
강명하는 일제강점기의 독립운동가이다. 일제의 탄압정책에 항거하여 독립운동에 앞장선 그는 이창선, 김광필, 박용구와 함께 3·1만세운동 사전 계획을 세운 다음 상서면 봉오리, 다목리 지역의 집집마다 태극기를 전달한 후 3·1 독립만세를 외치며 행진하였다. 상서면 주재소를 점거하고 화천으로 향하던 중 화천읍 신읍리 입구에서 일본 헌병들과 싸우다 총탄에 맞아 세상을 떠났다. 